# Международно летище Атарот
Летище Атарот (на иврит: נמל התעופה ירושלים, на арабски: مطار القدس الدولي), на английски: Airport Atarot), също летище Каландия (Kalandia / Qalandia Airport) и летище Йерусалим, е международното летище на Йерусалим.
Разположено е северно от Йерусалим, на Западния бряг, в близост до Рамала, столицата на Палестина.

## История
Това е първото летище в Британска Палестина при откриването му през май 1924 г.
Под контрол е на йордански войски от 1948 г. (когато Западният бряг на р. Йордан е окупиран от Трансйордания) и до края на Шестдневната война през юни 1967 г.
Затворено е за граждански полети след избухването на Втората интифада през октомври 2010 година и се ползва само от израелските въоръжени сили.

## Галерия
Южно от летището се намира промишлена зона Атарот, създадена след Шестдневната война. На площ от 0,6 км² са разположени над 170 предприятия с персонал ок. 4,5 хил. души. Втората интифада довежда до закриване на поне 45 предприятия през 2001 г.